# صفين (منطقة)
صِفّين، هي منطقة تقع على نهر الفرات بالقرب من مدينة الرقة، وقعت فيها في عام 657 ميلاديًا (37 هجريًا) معركة بين الخليفة الرابع علي بن أبي طالب ووالي سوريا معاوية بن أبي سفيان.
في الواقع، كانت المنطقة وقت المعركة تحتوي على بقايا أطلال لبلدة بيزنطية صغيرة، تطورت على بُعد أقل من كيلومتر واحد من الضفة اليمنى لنهر الفرات. يُعرف هذا الموقع اليوم باسم "أبو هريرة".